# Application Packaging Standard
El Sistema de Empaquetado Estándar (Application Packaging Standard en inglés), o APS es un estándar que permite el despliegue y gestión controlados de aplicaciones web sencillas en entornos de hosting compartidos.

## Paneles de control que soportan APS
- Plesk
- POA
- SysCP
- Froxlor
- ISPmanager
- ISPConfig[1]